# A'salfo
A’Salfo, de son vrai nom Salif Traoré, est un chanteur et parolier ivoirien né le 15 mars 1979 à Abidjan. Il est le leader et le parolier du groupe Zouglou Magic System. Il totalise plus de vingt ans de carrière, ponctué de plusieurs albums et de distinctions pour ses actions à travers la musique, mais aussi le développement communautaire. Le Festival des musiques urbaines d'Anoumabo a été créé en 2008 sous son impulsion, et est porté par la fondation Magic System dont il est le président.

## Biographie
D'origine Burkinabé, le jeune A’Salfo est issu d’une famille de huit frères et sœurs. Son père, Ouédraogo Boukare est ouvrier dans une compagnie de BTP. Sa mère Kaboré Kouma, quant à elle, est ménagère.
Enfant, il ne pouvait pas aller à la maternelle, car ses parents n'avaient pas les moyens. Et à l'école primaire, dans son quartier populaire d’Abidjan, ils étaient parfois plus de 100 élèves par classe.
Dès son plus jeune âge, il préfère la musique à ses études, sous l’influence de son frère aîné Ali, qui est guitariste. Malgré leurs maigres moyens et un cadre de vie très précaire, défavorable à une éducation de qualité, ses parents sont intraitables et désirent le voir réussir ses études scolaires. 
En 2023, il obtient un Master in Global Management de HEC Paris,.

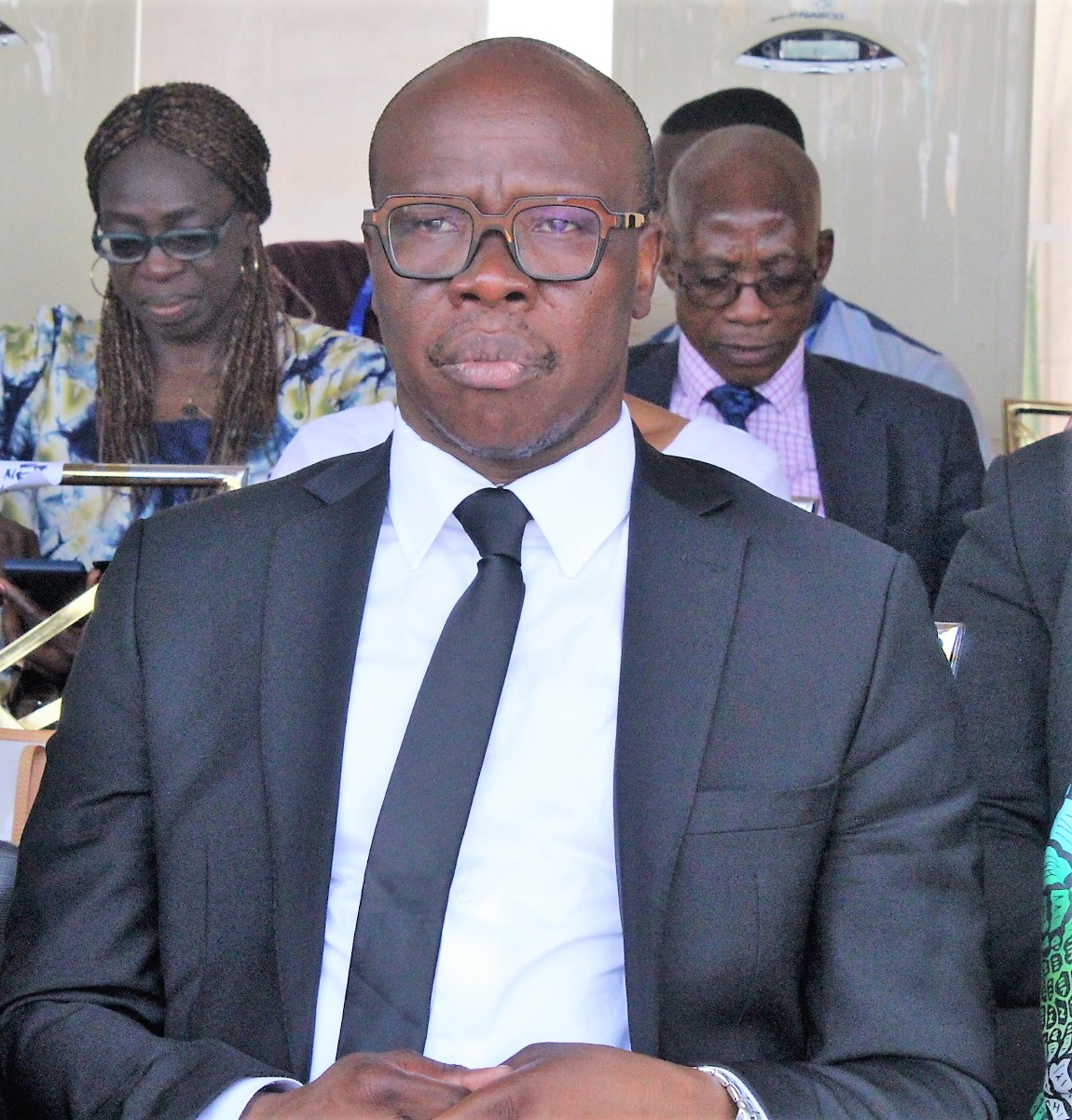
A'Salfo, commissaire général du Femua

## Carrière musicale
En 1997, A’Salfo devient l'un des membres fondateurs du groupe Magic System. Le groupe est composé de Goudé, Tino et Manadja. Ensemble, ils lancent le tube à succès Premier Gaou – avec près de 300 000 singles vendus, rien qu’en France.
Plus tard[Quand ?], A’Salfo, fait un tour à l'académie de musique en France et devient l'un des ténors des artistes africains ayant un diplôme de musique.[pas clair]

## Activités sociales et politiques

### Commissaire général du Femua
Après avoir déménagé en France dans le département des Yvelines en 2000, A'Salfo revient de temps à autre en Côte d'Ivoire. Il y a créé, avec Magic System, le Festival des musiques urbaines d'anoumabo (Femua), premier festival musical de niveau international en Côte d’Ivoire. Le Femua rassemble durant environ trois jours des artistes venus de différents pays et est destiné aux couches sociales les plus défavorisées.

### Membre du Cesec
À travers un communiqué de la présidence ivoirienne du 30 octobre 2019, procédant à la nomination de 113 personnalités comme membres du Conseil économique, social, environnemental et culturel (Cesec), A'Salfo est nommé membre de ladite institution pour cinq ans,.

### Ambassadeur de bonne volonté de l'Unesco
Le 20 août 2012, A'Salfo est nommé ambassadeur de bonne volonté de l'Unesco par la directrice générale de l'organisme, Irina Bokova, pour ses messages en faveur de la paix,,,.

### A’Salfo pour l’alphabétisation
En août 2013, A’Salfo a réuni à Abidjan des artistes connus autour de la chanson Savoir. Composée par A’Salfo, cette chanson est dédiée à l’éducation en Afrique, mais aussi à l’importance pour les enfants d’aller à l’école.
Elle est interprétée par des musiciens de plusieurs pays d’Afrique et de France. Il s'agit notamment de : Didier Awadi (Sénégal), Pierrette Adams (Côte d’Ivoire/République du Congo), Alif Naaba (Burkina Faso), Barbara Kanam (République Démocratique du Congo), Oumar Ndiaye (Sénégal), Greg Ingrao (France) et Narcisse Sodoua (France).
A’Salfo a cédé les droits de Savoir au profit de projets d’alphabétisation de l'Unesco,.

### Cursus académique
A’salfo intègre le programme de master à HEC Paris, où il obtient son diplôme en juin 2023,.

## Actions communautaires
Le 22 décembre 2022, A'Salfo est nommé membre du conseil spécial de la Fédération ivoirienne de football (FIF) par le président de ladite fédération, Sidy Diallo.
Le 23 mai 2021, A'Salfo est nommé directeur pays du concours panafricain de musique Afrima, par le comité international du concours.
Le 30 octobre 2019, il est nommé membre du Conseil économique, social, environnemental et culturel (Cesec) de la Côte d'Ivoire par le président de la République Alassane Ouattara.

## Distinctions
- Chevalier (2001) puis Officier (2007) de l'Ordre du Mérite ivoirien[22],[23],[24];
- Ambassadeur culturel pour la réconciliation en Côte d’Ivoire[6];
- Ambassadeur de bonne volonté pour l'Unesco[25];
- Conseiller économique, social, environnemental et culturel[9],[8];

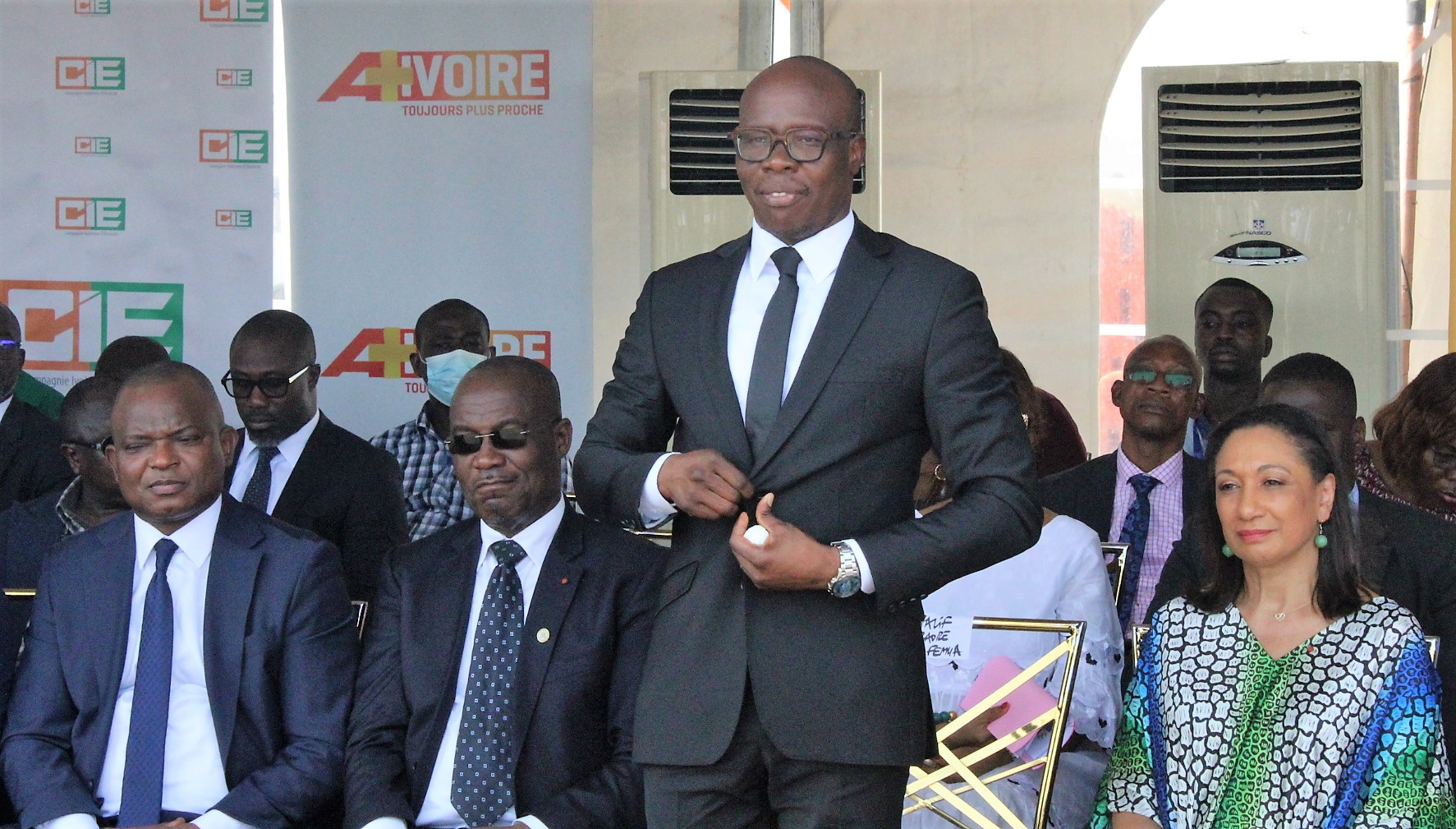
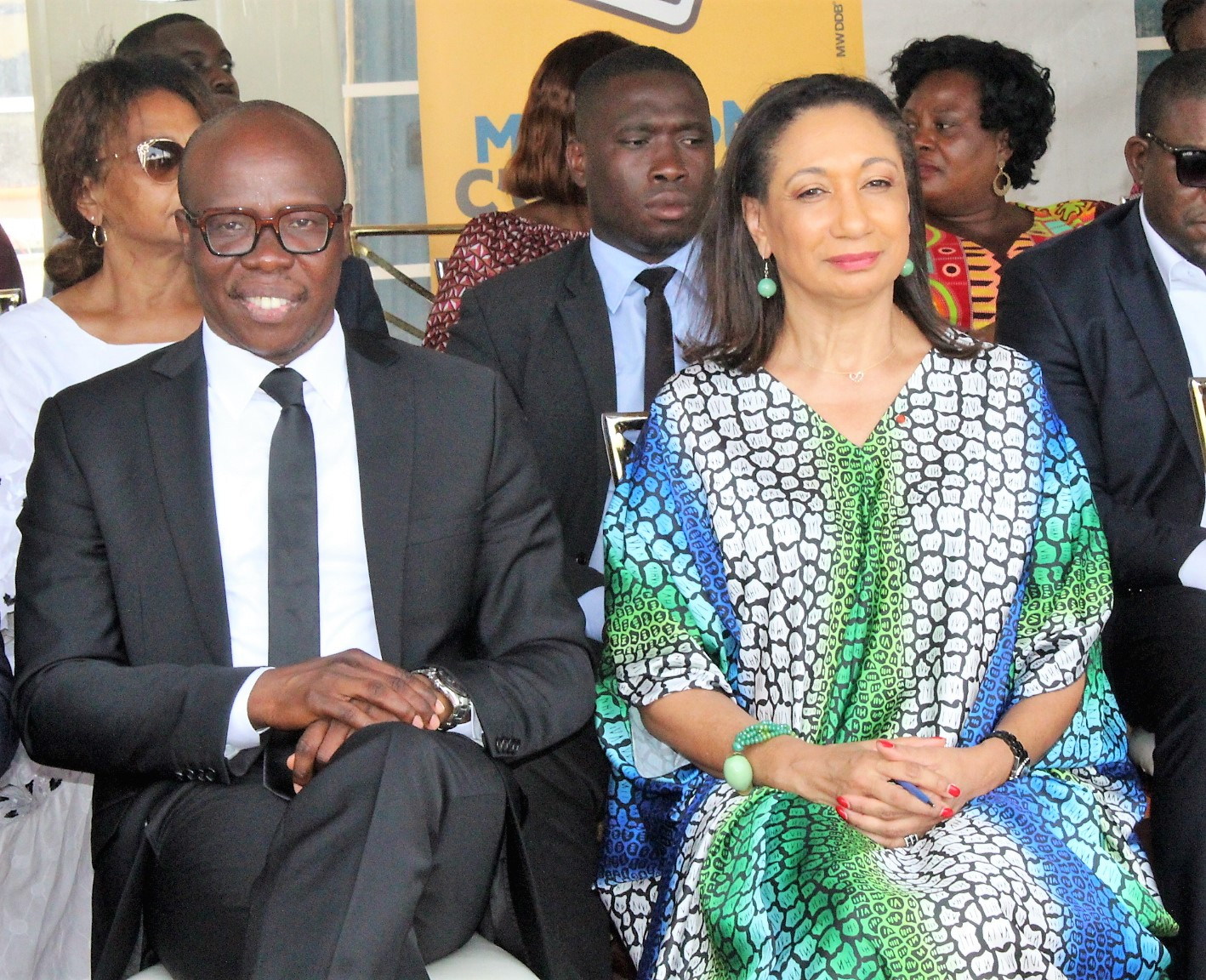
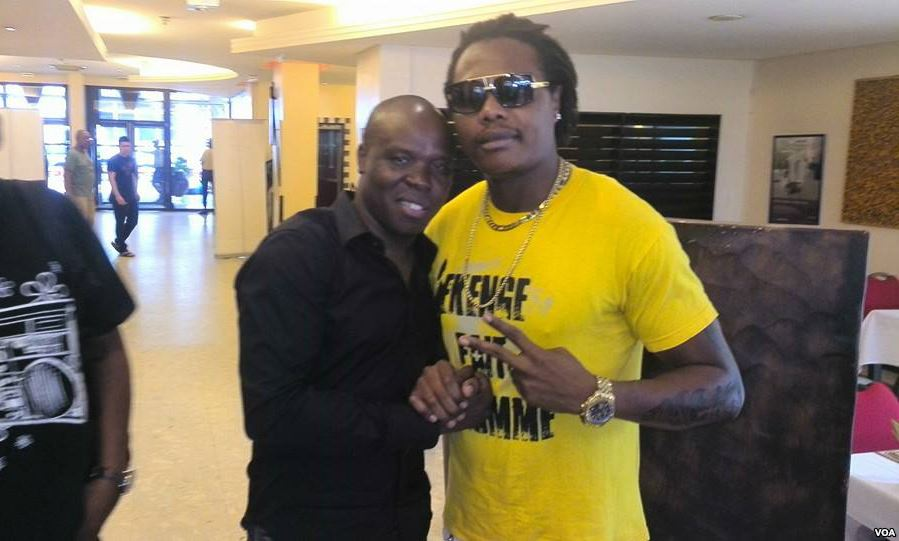